# Альвера, Фабио
Фа́био Альве́ра (итал. Fabio Alverà; род. 1 июня 1959, Кортина-д’Ампеццо, Венеция) — итальянский кёрлингист, третий в мужской команде Италии на зимних Олимпийских играх 2006 года. Тренер сборной Италии по кёрлингу.
В составе мужской сборной Италии участник зимних Олимпийских игр 2006 года в Турине (заняли седьмое место), четырёх чемпионатов мира (лучший результат — седьмое место в 1989), двенадцати чемпионатов Европы (лучший результат — четвёртое место в 1986). В составе смешанной сборной Италии участник двух чемпионатов Европы (оба раза заняли девятое место). В составе мужской сборной ветеранов Италии участник чемпионата мира 2012 (заняли двенадцатое место). Тринадцатикратный чемпион Италии среди мужчин, двукратный чемпион Италии среди смешанных команд.

## Достижения
- Чемпионат Италии по кёрлингу среди мужчин: золото (13 раз), серебро (2 раза), бронза (1 раз).
- Чемпионат Италии по кёрлингу среди смешанных команд: золото (2 раза).
- Чемпионат Италии по кёрлингу среди ветеранов: золото (2 раза).

## Команды
| Сезон                                          | Четвёртый         | Третий             | Второй                                    | Первый           | Запасной                                                            | Турниры                               |
| ---------------------------------------------- | ----------------- | ------------------ | ----------------------------------------- | ---------------- | ------------------------------------------------------------------- | ------------------------------------- |
| 1985—86                                        | Андреа Павани     | Франко Совилла     | Фабио Альвера                             | Стефано Морона   | Энеа Павани (ЧМ)                                                    | ЧЕ 1985 (12 место) ЧМ 1986 (10 место) |
| 1986—87                                        | Андреа Павани     | Франко Совилла     | Фабио Альвера                             | Стефано Морона   |                                                                     | ЧЕ 1986 (4 место)                     |
| 1987—88                                        | Фабио Альвера     | Адриано Лоренци    | Стефано Морона                            | Стефано Дзардини |                                                                     | ЧЕ 1987 (10 место)                    |
| 1988—89                                        | Фабио Альвера     | Стефано Морона     | Адриано Лоренци                           | Стефано Дзардини |                                                                     | ЧЕ 1988 (8 место)                     |
| 1988—89                                        | Андреа Павани     | Адриано Лоренци    | Фабио Альвера                             | Стефано Морона   | Стефано Дзардини                                                    | ЧМ 1989 (7 место)                     |
| 1989—90                                        | Андреа Павани     | Фабио Альвера      | Франко Совилла                            | Стефано Морона   | Стефано Дзардини (ЧМ)                                               | ЧЕ 1989 (9 место) ЧМ 1990 (9 место)   |
| 1992—93                                        | Фабио Альвера     | Франко Совилла     | Стефано Морона                            | Стефано Дзардини |                                                                     | ЧЕ 1992 (14 место)                    |
| 1996—97                                        | Клаудио Пеша      | Вальтер Бомбассеи  | Давиде Дзандеджакомо                      | Диего Бомбассеи  | Фабио Альвера тренер: Отто Даниели                                  | ЧЕ 1996 (10 место)                    |
| 1999—00                                        | Стефано Ферронато | Фабио Альвера      | Gianluca Lorenzi                          | Алессандро Дзиза | Марко Мариани                                                       | ЧЕ 1999 (12 место)                    |
| 2000—01                                        | Стефано Ферронато | Фабио Альвера      | Gianluca Lorenzi                          | Алессандро Дзиза | Марко Мариани тренер: Родгер Густаф Шмидт                           | ЧЕ 2000 (12 место)                    |
| 2003—04                                        | Стефано Ферронато | Фабио Альвера      | Марко Мариани                             | Алессандро Дзиза | Адриано Лоренци тренер: Родгер Густаф Шмидт                         | ЧЕ 2003 (8 место)                     |
| 2004—05                                        | Стефано Ферронато | Фабио Альвера      | Вальтер Бомбассеи (ЧЕ) Марко Мариани (ЧМ) | Алессандро Дзиза | Жоэль Реторна тренер: Родгер Густаф Шмидт                           | ЧЕ 2004 (5 место) ЧМ 2005 (12 место)  |
| 2005—06                                        | Жоэль Реторна     | Фабио Альвера      | Марко Мариани                             | Алессандро Дзиза | Джанпаоло Дзандеджакомо тренеры: Родгер Густаф Шмидт, Жан-Пьер Рюче | ЧЕ 2005 (9 место)                     |
| 2005—06                                        | Жоэль Реторна     | Фабио Альвера      | Джанпаоло Дзандеджакомо                   | Антонио Менарди  | Марко Мариани тренер: Жан-Пьер Рюче                                 | ЗОИ 2006 (7 место)                    |
| 2011—12                                        | Антонио Менарди   | Фабио Альвера      | Giorgio Alberti                           | Стефано Морона   | Франко Совилла тренер: Valerio Constantini                          | ЧМВ 2012 (12 место)                   |
| Кёрлинг среди смешанных команд (mixed curling) |                   |                    |                                           |                  |                                                                     |                                       |
| 2007—08                                        | Антонио Менарди   | Роза Помпанин      | Фабио Альвера                             | Клаудия Альвера  | Massimo Antonelli, Giorgia Casagrande                               | ЧЕСК 2007 (9 место)                   |
| 2008—09                                        | Антонио Менарди   | Джорджия Аполлонио | Фабио Альвера                             | Клаудия Альвера  | Massimo Antonelli, Лукреция Сальваи                                 | ЧЕСК 2008 (9 место)                   |

(скипы выделены полужирным шрифтом)

## Результаты как тренера национальных сборных
| Год  | Турнир                                       | Сборная          | Место |
| ---- | -------------------------------------------- | ---------------- | ----- |
| 1997 | Чемпионат Европы по кёрлингу 1997            | Италия (мужчины) | 13    |
| 2007 | Чемпионат Европы по кёрлингу 2007            | Италия (мужчины) | 10    |
| 2008 | Чемпионат Европы по кёрлингу 2008            | Италия (мужчины) | 12    |
| 2010 | Чемпионат мира по кёрлингу среди мужчин 2010 | Италия (мужчины) | 10    |
| 2012 | Чемпионат Европы по кёрлингу 2012            | Италия (женщины) | 6     |
| 2013 | Чемпионат мира по кёрлингу среди женщин 2013 | Италия (женщины) | 10    |

## Частная жизнь
Из семьи кёрлингистов. Его сестра — кёрлингистка Клаудия Альвера, неоднократная чемпионка Италии. Его дети — кёрлингистка Элеонора Альвера и кёрлингист Альберто Альвера.